# 1794
1794 (MDCCXCIV) fue un año común comenzado en miércoles según el calendario gregoriano.

## Acontecimientos
- 4 de febrero: en París (Francia) ―en el marco de la Revolución francesa (1789-1799)― el gobierno abole la esclavitud.
- 14 de marzo: en Estados Unidos Eli Whitney patenta la desmotadora de algodón.
- 5 de abril: en París (Francia) ―en el marco de la Revolución francesa (1789-1799)― guillotinan a Georges Danton (34), líder de la revolución.
- Abril: en el pueblo de Toongabbie (Australia), un grupo armado de colonos persiguió a un grupo de aborígenes australianos que estaban extrayendo maíz de las granjas de los colonos. Mataron a cuatro, trayendo de vuelta la cabeza cortada de uno como prueba de sus «hazañas».
- 18 de junio: en la provincia de Constitución (Chile) se funda la aldea de Villa Nueva Bilbao de Gardoqui,
- 27 de julio: en París, los jacobinos de Robespierre, herederos del antiguo partido de la montaña (montagnards), son derrotados.
- 2 de septiembre: en Rusia, a orillas del mar Negro, se funda la aldea de Odesa.
- 8 de diciembre: en México, el obispo de Oaxaca Gregorio de Omaña dedica el Santuario de Nuestra Señora de Juquila en el pueblo del mismo nombre.[1]
- 9 de diciembre: en Venezuela se fundación la aldea de Rubio.
- Diciembre: en Bogotá (Colombia), Antonio Nariño traduce al español y publica los Derechos del hombre y del ciudadano.
- Johan Gadolin descubre el elemento químico ytrio en un mineral encontrado en Ytterby.

## Nacimientos
- 7 de enero: Eilhard Mitscherlich, químico y cristalógrafo alemán (f. 1863)
- 21 de febrero: Antonio López de Santa Anna, político, militar y presidente mexicano (f. 1876).
- 10 de marzo: Henriette d'Angeville, escaladora francesa (f. 1871).
- 17 de marzo: Gabriel Antonio Pereira, presidente de Uruguay (f. 1861).
- 7 de abril: Giovanni Battista Rubini, tenor italiano (f. 1854).
- 15 de abril: Marie-Jean Pierre Flourens, fisiólogo francés contrario a las teorías localizacionistas sobre el cerebro (f. 1867).
- 17 de abril: Carl Friedrich Philipp von Martius, médico, botánico y explorador alemán (f. 1868).
- 27 de abril: Achille Richard, médico y botánico francés (f. 1852).
- 7 de octubre: Wilhelm Müller, poeta alemán (f. 1827).
- 15 de octubre: José María Plá, político uruguayo, presidente interino (f. 1869).
- 28 de octubre: Benjamin B. Wiffen, poeta e hispanista británico (f. 1867).

## Fallecimientos
- 6 de enero: Maurice d'Elbée, militar contrarrevolucionario francés (n. 1752).
- 10 de enero: Georg Forster, naturalista y etnólogo alemán (n. 1754).
- 5 de abril: Georges-Jacques Danton, político francés.
- 5 de abril: Desmoulins, político francés.
- 23 de abril: Guillaume-Chrétien de Lamoignon de Malesherbes, político francés (n. 1721).
- 8 de mayo: Antoine Lavoisier, químico francés, guillotinado por haber sido recaudador de impuestos (n. 1743).
- 4 de junio: Pablo Esteve y Grimau, compositor español (n. 1730?).
- 25 de julio: André Chénier, poeta francés (n. 1762).
- 28 de julio: Maximilien Robespierre, presidente de la Primera República Francesa y revolucionario francés.
- 28 de julio: Louis de Saint-Just, político jacobino francés.
- 3 de noviembre: François-Joachim de Pierre de Bernis, escritor, clérigo y diplomático francés (n. 1715).
- 28 de noviembre: Cesare Beccaria, jurista, literato y economista italiano (n. 1738).
- Jean-Baptiste Tierce, pintor y dibujante francés (n. 1737).